# Glenea coomani
Glenea coomani är en skalbaggsart som beskrevs av Maurice Pic 1926. Glenea coomani ingår i släktet Glenea och familjen långhorningar.
Artens utbredningsområde är Laos. Inga underarter finns listade i Catalogue of Life.